# Шульц, Карл Эмиль
Карл Эмиль Шульц (25 мая 1866 — 18 января 1939) — американский художник-карикатурист и художник комиксов. Наиболее известен по своей серии комиксов «Хитрый дедушка» (англ. Foxy Grandpa). Комикс был нарисован под псевдонимом Банни (англ. Bunny, рус. — кролик). Подпись обычно сопровождалась рисунком кролика.

## Биография

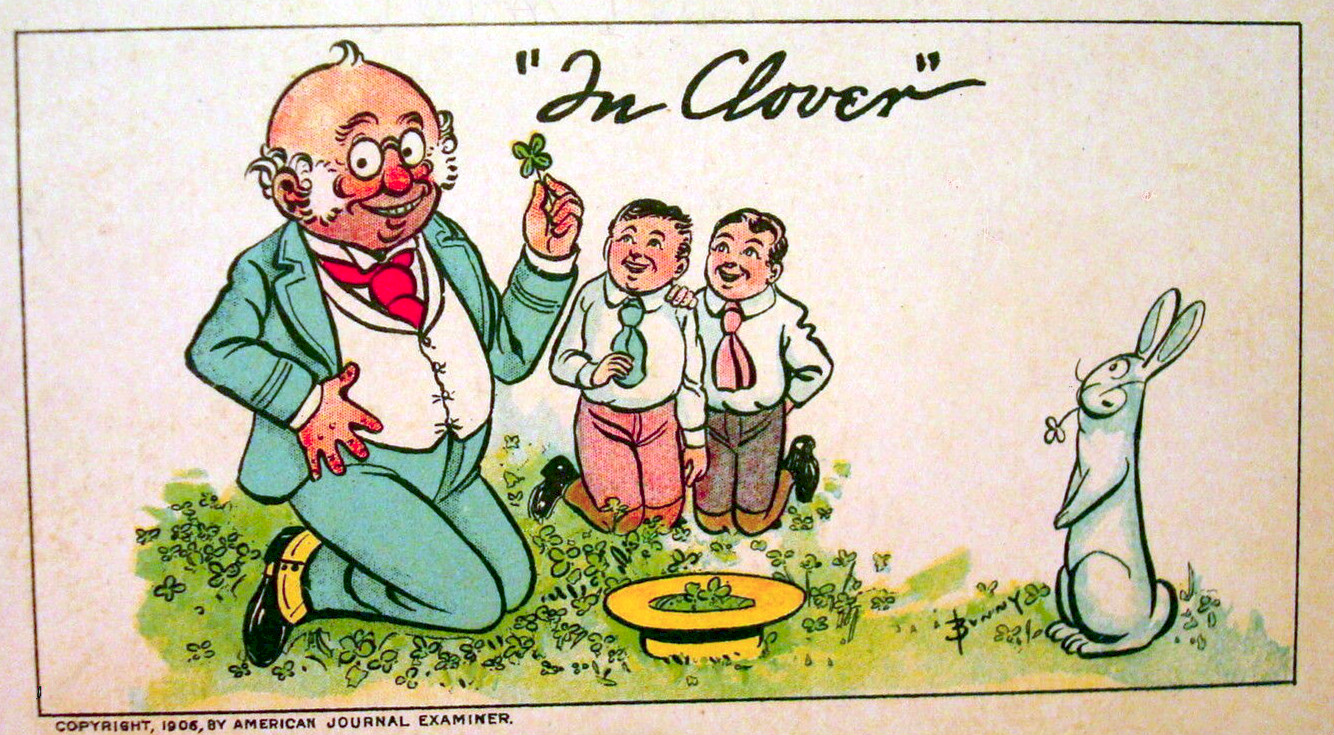
«Хитрый дедушка» и двое его сыновей

Родился в Лексингтоне, штат Кентукки. Шульц получил образование в Лексингтоне и Касселе, Германия. В Рипли, штат Огайо, он на короткое время присоединился к группе бродячих актёров. Он продал свой первый рисунок в Чикаго за четыре доллара и в конце 1880-х годов уже регулярно рисовал для «Чикаго Ньюс». Его комикс «Хитрый дедушка» был впервые опубликован в январе 1900 года в «Нью-Йорк Геральд», а в 1902 году перешел в «Нью-Йорк Американ». К 1913 году Шульц был президентом Bunny Amusement Corporation в Нью-Йорке. На пике своей славы с «Хитрым дедушкой» Шульц жил на Парк-авеню. Комикс перестал печататься в 1918 году. В 1919 году Шульц путешествовал, продвигая напиток под названием Whistle. В 1922 году он вел занятия по физкультуре на берегу океана в Майами-Бич. На протяжении 1920-х годов Шульца преследовали личные проблемы и долги. Он вновь объявился в 1935 году, иллюстрируя школьные учебники, в том числе популярный «Julia and the Bear». В 1930-е годы он был сотрудником Управления промышленно-строительными работами общественного назначения. В 1935 году, когда доход Шульца зависел от Бюро по оказанию чрезвычайной помощи на работе, он жил в комнате по адресу 351, Западная 20-я улица, между 8-й и 9-й авеню. Оттуда он переехал на 360-ю Западную 26-ю улицу, где и умер от сердечного приступа в 1939 году. На стене его комнаты висела фотография Минни и Микки Мауса с надписью: «Карлу Эмилю Шульцу в знак восхищения. Уолт Дисней». Единственным известным родственником Шульца на момент его смерти была его сестра, миссис С. С. Сандерски из Николсвилла, штат Кентукки.